# Häxjakten (film)
Häxjakten (original The Crucible) är en amerikansk dramafilm från 1996, regisserad av Nicholas Hytner. Den utspelar sig i Salem under häxprocesserna (1692–1693).

## Rollista
| Daniel Day-Lewis   | – John Proctor           |
| Winona Ryder       | – Abigail Williams       |
| Paul Scofield      | – Domare Thomas Danforth |
| Joan Allen         | – Elizabeth Proctor      |
| Bruce Davison      | – Reverend Samuel Parris |
| Rob Campbell       | – Reverend John Hale     |
| Jeffrey Jones      | – Thomas Putnam          |
| Peter Vaughan      | – Giles Corey            |
| Karron Graves      | – Mary Warren            |
| Charlayne Woodard  | – Tituba                 |
| Kali Rocha         | – Mercy Lewis            |
| Rachael Bella      | – Betty Parris           |
| Frances Conroy     | – Ann Putnam             |
| Ashley Peldon      | – Ruth Putnam            |
| Elizabeth Lawrence | – Rebecca Nurse          |
| Tom McDermott      | – Francis Nurse          |
| George Gaynes      | – Domare Samuel Sewall   |
| Mary Pat Gleason   | – Martha Corey           |
| Robert Breuler     | – Domare John Hathorne   |
| Michael Gaston     | – Marshal George Herrick |
| Ruth Maleczech     | – Goody Osbourne         |
| William Preston    | – George Jacobs, Sr.     |